# Robert Goodnough
Robert Goodnough (* 23. Oktober 1917 in Cortland, New York; † 2. Oktober 2010 in White Plains, New York) war ein US-amerikanischer Maler des Abstrakten Expressionismus und des Color Field Painting, der 1964 vom Time Magazine zu einem der „100 wichtigsten Künstler der Vereinigten Staaten“ gewählt wurde.

## Leben
Robert Goodnough machte 1940 seinen Bachelor an der Syracuse University. Nach seinem Militärdienst im Zweiten Weltkrieg studierte er an der Ozenfant School of Fine Arts und der Hans Hofmann School of Art. 1950 schloss er sein Studium mit einem Master in Kunsterziehung an der New York University ab. Anfang der 1950er Jahre begann Goodnough, seine Werke in New Yorker Galerien auszustellen. Er nahm 1951 an der wichtigen 9th Street Art Exhibition und von 1953 bis 1957 an den New York Painting and Sculpture Annuals teil. Robert Goodnough lehrte Kunst an verschiedenen Institutionen, darunter die New York University (1953), die Fieldston School in Riverdale (1953–1960) und die Cornell University in Ithaca (1960).
Robert Goodnough erhielt 1961 den Ada S. Garrett Preis des Art Institute of Chicago und 1963 den Preis der Ford Foundation. Er erhielt ein Stipendium des National Council of the Arts, einen Preis des National Institute of Arts and Letters und ein Stipendium der John Solomon Guggenheim Memorial Foundation. Zu seinen Auftragsarbeiten gehören das 32' × 9' große Gemälde Form in Motion für das Manufacturers Hanover Trust Office in der Fifth Avenue, NY, und ein 200 inch großes Wandgemälde aus Cor-Ten-Stahl für die Shawmut Bank in Boston, MA. Sein Wandteppich Development With Red & Blue, 1976, wurde für das Family and Criminal Court Building in der Bronx erworben.
Robert Goodnoughs Werke befinden sich in bedeutenden öffentlichen Sammlungen in den Vereinigten Staaten, darunter in New York City in der New York University Art Collection, im Metropolitan Museum of Art, im Museum of Modern Art, im Solomon R. Guggenheim Museum und im Whitney Museum of American Art. Seit 1950 stellte Goodnough in der Tibor de Nagy Gallery in New York aus. Seit 1984 wurden seine Werke in Einzelausstellungen gezeigt, darunter 1985, 1986 und 1989 in der Tibor de Nagy Gallery, 1987 in der Gallery at Lincoln Center, 1988 in der Shippee Gallery, 1990 in der Greenbert-Wilson Gallery und 1991, 1992, 1993 und 1994 in den ACA Galleries in New York. Goodnough nahm an Gruppenausstellungen teil im  Museum of Fine Arts, Houston, TX und L'Amerique aux Independents, Grand Palais, Paris, Frankreich.

## Werk
Robert Goodnoughs Werk lässt sich dem Abstrakten Expressionismus und später dem Color Field Painting zuordnen. Er war bekannt für seine großformatigen Gemälde, die oft leuchtende Farben und dynamische Kompositionen aufweisen.